# Protestas en Baréin de 2019
Las protestas en Baréin de 2019 fueron manifestaciones masivas y disturbios civiles que culminaron en un levantamiento y manifestaciones violentas después de las ejecuciones por parte de las autoridades de 2 hombres chiitas por cargos relacionados con el terrorismo en Baréin en julio de 2019. Los disturbios estallaron después de que miles de civiles participaron en mítines, disturbios, manifestaciones, huelgas, piquetes, aplausos y gritos de consignas contra el presidente y el régimen liderado por los sunitas, reviviendo las mismas demandas del levantamiento de Baréin de 2011. Un manifestante fue asesinado después de dos días de protestas no violentas después de que inhaló gas lacrimógeno y la policía disparó directamente contra él en Manama. Las manifestaciones fueron reprimidas el 30 de julio. En el aniversario del levantamiento de Baréin de 2011, se produjeron protestas en todo el país en apoyo del movimiento y se llevaron a cabo marchas como lo hacen anualmente. Los disturbios y el movimiento serían los más grandes y sangrientos desde el levantamiento de 2017.